# Agrotikos Asteras
El Agrotikos Asteras FC es un equipo de fútbol de Grecia que juega en la Primera División de Salónica, la cuarta liga de fútbol más importante del país.

## Historia
Fue fundado en el año 1932 en la ciudad de Salónica por un grupo de refugiados de Asia Menor que vivían en Koukloutzas, Smyrni, con el objetivo de establecer un grupo de adolescentes habitantes de Evosmos, los cuales eran asistidos por el oficial militar Dimitris Kodikakis. Nunca han jugado en la Superliga de Grecia.
En la temporada 2016-17 el club termina en sexto lugar de la Beta Ethniki, pero abandona la liga a causa de problemas financieros que lo llevaron a descender a la Gamma Ethniki.

## Palmarés
- Gamma Ethniki: 2

2005/06, 2013/14
- Delta Ethniki: 1

1993/94

## Jugadores destacados
- Panagiotis Glikos